# Aphodius satellitius
Aphodius satellitius là một loài bọ cánh cứng trong họ Scarabaeidae. Loài này được Herbst miêu tả khoa học năm 1789.